# Rue Gresset
Pour l’article homonyme, voir Rue Gresset (Nantes).
La rue Gresset est une voie du 19e arrondissement de Paris, en France.

## Situation et accès
La rue Gresset est une voie publique située dans le 19e arrondissement de Paris. Elle débute au 174, rue de Crimée et se termine au 11 bis, rue de Joinville.

## Origine du nom

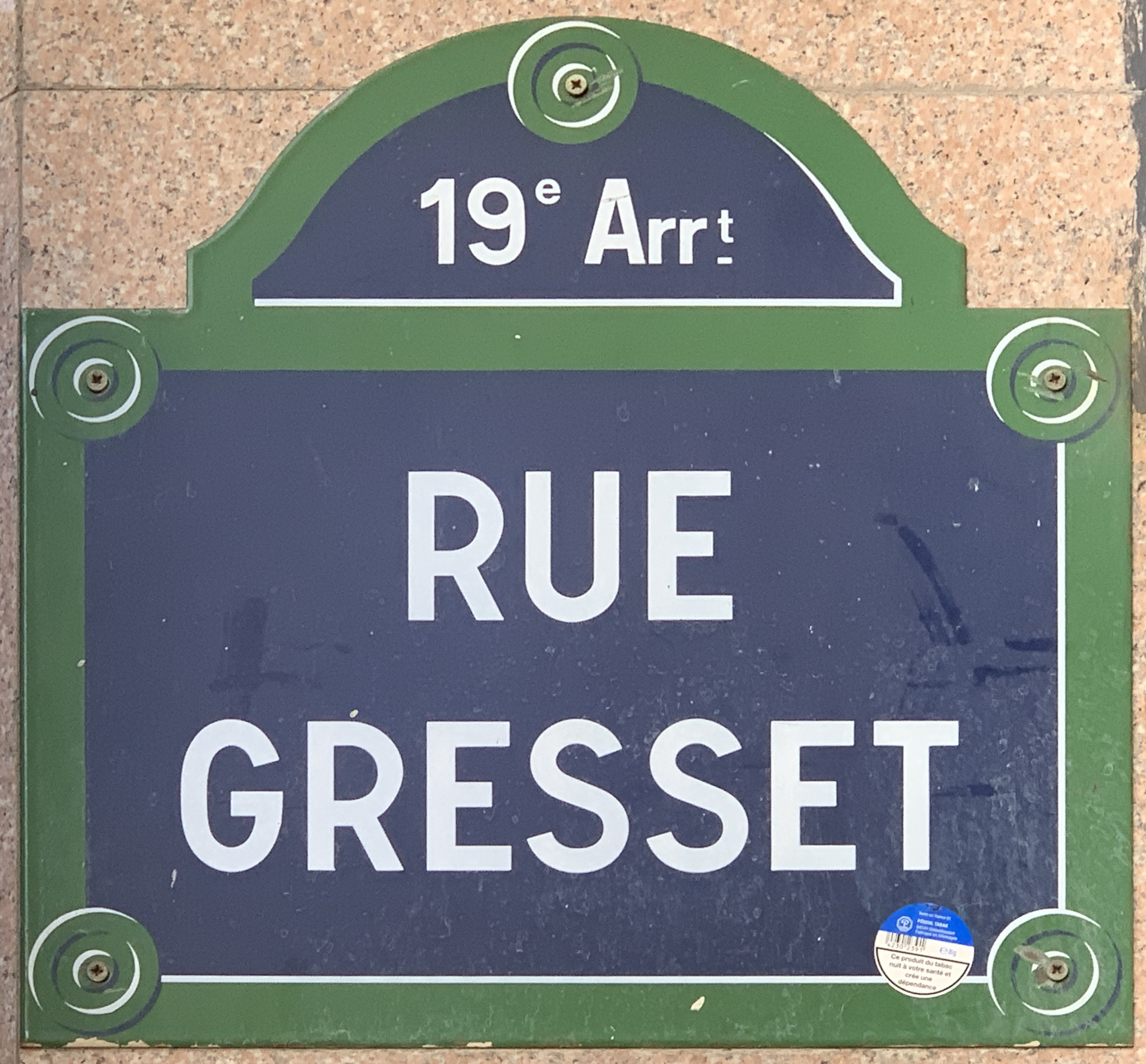
Plaque de la rue.

Elle porte le nom du poète et dramaturge français Jean-Baptiste Gresset (1709-1777).

## Historique
Cette voie est ouverte sous le nom de « rue Gosselin », du nom de son créateur, puis elle prend sa dénomination actuelle par un arrêté du 24 septembre 1928 avant d'être classée dans la voirie parisienne par un arrêté du 12 décembre 1935.